# Pierre Tchernychev
Le comte Pierre Grigorievitch Tchernychev, ou Tchernychov, (1712-1773) est un diplomate russe, conseiller secret, Kammerherr et sénateur. Il est le frère de Zakhar Grigorievitch Tchernychev et d'Ivan Grigorievitch Tchernychev.

## Biographie
Le comte est le fils d'un proche de Pierre le Grand, Grigori Petrovitch Tchernychev (1672-1745), et de son épouse, née Eudoxie Rzewska (1693-1747). Il entre comme page à 11 ans à la cour du jeune duc de Holstein-Gottorp (1700-1739), puis devient Kammerpage.
Sous le règne de l'impératrice Anne, il est nommé en 1741 ambassadeur extraordinaire à la cour du Danemark et peu de temps après à Berlin, auprès de Frédéric le Grand.
Le comte poursuit sa carrière à Londres et assiste au congrès d'Aix-la-Chapelle entre avril et octobre 1748, où il prend part à la rédaction du traité de paix entre la France de Louis XV et les puissances maritimes qui a lieu le 18 octobre 1748 et règle la succession d'Autriche, avec la reconnaissance de la Silésie à la Prusse, et les questions maritimes.

## Famille
Le comte est le père de la princesse Nathalie Galitzine (1741-1837) qui inspira Pouchkine pour La Dame de pique, et de la comtesse Saltykoff, amie de Madame Vigée-Le Brun.

## Source
- (ru) Cet article est partiellement ou en totalité issu de l’article de Wikipédia en russe intitulé « Чернышев, Петр Григорьевич (1712-1773) » (voir la liste des auteurs).